# 牙克煞龍屬
牙克煞龍屬（學名：Jaxartosaurus）是鴨嘴龍科的一屬恐龍，生存於上白堊紀。牠的化石發現於哈萨克斯坦及中國。牠的外表類似冠龍，有一個像頭盔的大型頭冠，可以用作呼叫自己的同伴，或是作為視覺辨認物。
模式種是鹹海牙克煞龍（J. aralensis）是由Anatoly Riabinin於1937年首先描述、命名的。另一個物種是富蘊牙克煞龍（J. fuyunensis），是由傑克·霍納（Jack Horner）與大衛·威顯穆沛（David Weishampel）於1990年描述的，但卻是疑名。

## 外部連結
- http://web.me.com/dinoruss/de_4/5a7aba1.htm （页面存档备份，存于）
- 恐龍博物館──牙克煞龍